# マルキユー
マルキユーは、埼玉県桶川市赤堀にある日本の釣具メーカー。釣りエサを中心に製造しており、日本ではおよそほとんどの釣魚をカバーする釣りエサのラインナップを有し、釣り針のがまかつ、総合釣具のグローブライド（旧・ダイワ精工）、シマノに並ぶ業界のトップブランドである。また、サブブランドとしてソフトルアーブランドのエコギア、餌木、堤防用ルアーブランドのフィッシュリーグ、ターミナルタックル（釣りの補助具）ブランドのプライムエリア、そしてティファ社から移転した田辺哲男のブランドノリーズを有する。
ロゴマークは○の中に九が入ったデザインで、社名に引っ掛けている。中国語は丸九。社名表記は正式には「キュ」ではなく「キユ」で綴るが、公式サイトでも「ュ」と「ユ」が混同されている。なお、発音は「キュ」が正しい（これはキヤノンやキユーピー等にも見られる）。

## 概要
元は長野県岡谷市にあった「○」に漢数字「二」のマルニ小口製肥合資会社の傘下で「○」に漢数字「九」の（マルキュー）大宮支店として1910年に開業。長野県岡谷市は製糸業が盛んで、そこから出るカイコのサナギを有効利用する会社として、製糸会社の近くに進出した。大宮市の南に進出した片倉工業からサナギを入手して事業を行っていた。兄弟会社として、熊谷市には「○」に漢数字の「八」のマルハチ、古河市に「○」に漢数字の「十」のマルジュウと支店名の前に屋号を冠した。
1938年に資本金300万円でマルキユー小口油肥株式会社に改組し、養魚や養鶏用の飼料および食用油の製造販売を行う。そのノウハウが今日、粉餌を中心とした同社の製品の原点になった。
1967年に釣りエサの製造を開始。当時は既に釣り餌会社が何社もあり、マルキユーは後発メーカーだった。サナギを扱っていたことから、サナギを細かくした「さなぎ粉」、へら鮒釣り用の「赤へら」「青へら」、鯉釣り用の「大ごい」が、初期のヒット商品として飛ぶように売り上げを伸ばした。1970年代後半には、高度成長の波に乗って規模も大きくなり、末頃には釣具業界のトップブランドに躍り出る。淡水向けの製品から、1982年に海釣りの餌「大チヌ」を発売、苦戦しながらも新市場に進出。その後発売された「チヌパワー」が大ヒットとなり、海釣りで使用されることが常識となった。その後、「グレパワー」「アジパワー」などのパワーシリーズ製品が市場を広げていった。1984年には社名から小口油肥が消滅しマルキユー株式会社となる。
1994年、さいたま新都心の開発に伴い大宮から現在の桶川に移転。工場の効率化、自動化を一気に進めた。1993年には、それまで「つりえさ一筋」をスローガンに釣り餌以外の商品を扱わなかったが、ルアーフィッシングのブームに乗り、ソフトルアーブランド、エコギアを立ち上げる。元がエサ会社らしく、「匂いと味」にこだわり、匂いと味のカプセルをワームに混入し釣果を上げるという触れ込みで有名になった、また、多くの製品で淡水海水問わず使えるような設計を念頭においていたという点も注目すべき点である。エコギアブランドは、日本のバストーナメンターの重鎮である田辺哲男のサポート受け、その評価を国内外問わず高めた。
2003年になると、TIFAから田辺の個人ブランドであるノリーズの業務を譲渡される、これにより、ハードルアーおよび釣竿の製造販売を開始する。また2001年には餌木などを扱うフィッシュリーグ、ターミナルタックルを扱うプライムエリアという二つの新ブランドも立ち上がった。これにより総合釣具メーカーへの道も見えてきたといえる。2013年12月2日には、かつてのエコギア製品やノリーズブランドを担当していたゲームフィッシング部が独立し、WELL-Fを発足した。
海外進出は1980年代台湾への輸出が軌道に乗り始め、その後韓国に進出。80年代後半中国にも進出した。当時の中国の所得水準では、日本製の釣り餌は高額で売れる見込みがなく、当時中国向けに100円の商品を開発し、中国市場に販売した。この努力が実り、中国市場で品質の高さが評価され、普段は中国製の製品を使う地元釣り人も競技にはマルキユー製の釣り餌を使う、名人競技者向けの地位を確立した。中国の発展とともに日本で販売している500円 - 1000円の商品も中国市場で需要が出て輸出も順調に推移した。しかし、売上げが増加するに伴い、コピー商品が多数販売される問題も出ている。2003年9月に中国天津に丸九(天津)釣具有限公司を設立。主に中国国内向けの釣り餌の製造を開始する。
2009年9月に英国に販売会社MARUKYU(UK)LTDを設立。2010年からイギリス釣具店に釣り餌を販売開始。その後欧州への販売拠点として活動エリアを広げている。

## 事業所
- 本社桶川工場
- 大阪支店
- 四国営業所
- 九州営業所
- 丸九（天津）釣具有限公司

## CM
現在も昔も数少ない釣り番組のスポンサーとなり、以前「われら釣り天狗」（東京12チャンネル→テレビ東京）では三代目江戸家猫八・初代江戸家小猫（後の四代目江戸家猫八）親子が出演しているCMが流れた。ワールドプロレスリング（テレビ朝日）にも協賛していた。
現在、サンテレビジョン「フィッシングライフ」（金曜22時から22:15）に東レフィッシング、がまかつと共同で協賛している。

## キャラクター
九ちゃん - 右手に釣り竿を持ち、左肩にクーラーボックスを担ぎ、MARUKYUの文字入り帽子を被っている。

## 地元との関係
桶川市が発行している小学校3年生向けの社会科の教科書『おけがわ』でマルキユーが桶川市にあるつりえさ工場として、原材料の輸入先や製品の出荷先、輸出先、従業員の通勤地域などが取り上げられている。また教科書での学習の後に社会科見学として工場内の見学が行われる。